# 平田一真
平田 一真（ひらた かずま、1988年7月24日 - ）は、日本の元ラグビー選手。

## プロフィール
- 熊本県出身[1]。
- 現役時代のポジションはフランカー(FL)。
- 身長 177cm、体重 94kg
- ニックネームはかずま。

## 略歴
高校からラグビーを始めた。
2007年、九州学院高校卒業後、関東学院大学に入る。
2011年、関東学院大学卒業後、九州電力キューデンヴォルテクスに加入。同年9月10日に行われたトップキュウシュウA第2節の三菱重工長崎戦に先発出場で公式戦初出場を果たす。 
2023年、現役を引退した。